# Hugo B. Margáin
Hugo Benigno Margáin Gleason (Ciudad de México, 13 de febrero de 1913-Ciudad de México, 11 de septiembre de 1997), conocido como Hugo B. Margáin, fue un académico, político y diplomático mexicano. Fue embajador de México ante el Reino Unido (1973-1976), ante los Estados Unidos (1964-1970, 1976-1982) y senador de la República por el Distrito Federal (1982-1988).[cita requerida]
Sustituyó a Antonio Ortiz Mena en la Secretaría de Hacienda y Crédito Público durante los últimos meses del sexenio de Gustavo Díaz Ordaz y en los primeros tres años del gobierno de Luis Echeverría Álvarez. Desde allí se opuso al gasto inmoderado que realizaba Echeverría en su inacabable periplo populista. Sus discrepancias con la política echeverrista lo llevaron a dimitir el 29 de mayo de 1973. Antes de abandonar su puesto, exclamó:

La deuda externa y la deuda interna tienen un límite. Y ya llegamos al límite.

Fue sucedido por el abogado y entonces titular de la CFE, José López Portillo.[cita requerida]
Su hijo, el filósofo Hugo Margáin Charles fue herido mortalmente en un intento de secuestro en la Ciudad de México, en 1978. En el mismo incidente, recibió una herida leve el filósofo británico Gareth Evans.[cita requerida]
Fue director editorial de la revista Voices of Mexico (ISSN 0186-9418), publicada por el Centro de Investigaciones sobre América del Norte, de la Oficina del Coordinador de Humanidades de la Universidad Nacional Autónoma de México.[cita requerida]